# Serra Talhada
Serra Talhada este un oraș în Pernambuco (PE), Brazilia.